# Gidai-félsziget
A Gidai-félsziget (oroszul Гыданский полуостров [Gidanszkij paluosztrav]) a Kara-tengerbe nyúló félsziget Oroszországban, a Nyugat-szibériai-alföld északi részén. Közigazgatásilag legnagyobb része Jamali Nyenyecföldhöz, kisebbik, keleti része a Krasznojarszki határterület Tajmiri Dolgan–Nyenyec járásához tartozik.
Őslakosai a nyenyecek, a félsziget neve is nyenyec eredetű. A tundrai nyenyecek rénszarvastartással foglalkoznak, a tundrán nagy területeket bejárva legeltetik csordáikat.

## Földrajz
A Gidai-félsziget hossza és legnagyobb szélessége is kb. 400 km. Nyugaton az Ob-öböl választja el a Jamal-félszigettől, délnyugaton a Taz-öböl határolja és választja el a Taz-félszigettől; keleti határa a Jenyiszej torkolatvidéke és a Jenyiszej-öböl. A félszigetnek része a tengerbe északon benyúló keskeny Javaj-félsziget és nyugatabbra a Mamontova-félsziget (Mamut-félsziget) is, melyeket a Gidai-öböl választ el egymástól.
A félsziget hullámos síkság, melynek nyugati peremén észak-déli irányban a Juribej-hátság, a félsziget központi részén délnyugat-északkeleti irányban a Gidai-hátság húzódik; tengerszint feletti magasságuk csak néhol közelíti meg a 200 m-t. A félsziget délkeleti részét az Alsó-Jenyiszej-hátság alacsony nyúlványai (a Tanama-hátság?) foglalják el, a legmagasabb pont itt sem emelkedik 200 m fölé. Partvidéke többnyire lapos és erősen tagolt. Az északi part közelében a Kara-tenger néhány jelentős szigete terül el, köztük az Olenyij- és a Sokalszkij-sziget.
Éghajlata zord, arktikus. A januári középhőmérséklet –26 – –30 °C, a július 4–11 °C. Mindenütt elterjedt az állandóan fagyott talaj (permafroszt). A növényzet szegényes; általában mohás-zuzmós sarkvidéki tundra jellemzi, délen cserjés- és ritka erdős tundra borítja. A tundrán a rénszarvasok kedvenc tápláléka a rénszarvasmoha (oroszul Ягель).
A félszigetet ezernyi kisebb-nagyobb tó és vízfolyás borítja. Télen a vizek keményre fagynak, nyáron az olvadás csak a talaj felszínét érinti, ezért nagy területek mocsárrá változnak. A félsziget legnagyobb folyója nyugaton a Juribej, keleti felén a Tanama, délkeleten a Messzojaha. Legnagyobb tava a Jambuto (Jambu-to).